# Гарпон
Гарпон (тиб. སྒར་དཔོན, Вайли sgar dpon) — местный или региональный лидер в Тибете и частях Ладакха, обладал некоторыми полномочиями в своём округе, несмотря на то, что он обладал традиционной и моральной, а не государственной властью, которая в Тибете перешла к Далай-ламам. Гарпоны стали по своему статусу приближаться к министрам безопасности в правительстве субъекта. Тем не менее, когда китайская армия в 1949 вошла в Тибет, важной задачей считалось устранить власть гарпонов в ТАР. Сир Эдвард Уэйкфилд сообщал, что в Ладакхе был Старший и Младший гарпон.
В фильме «Семь лет в Тибете» гарпона западного Тибета играл Самдуп Даргьял, и его охарактеризовали как выдающегося провинциального правителя.